# Гейер, Иван Иванович
Иван Иванович Гейер (1860—1908) — русский историк и этнограф по Средней Азии, вице-губернатор Сырдарьинской области. Статский советник.

## Биография
Получил образование в Санкт-Петербурге. За участие в народовольческом кружке привлекался к судебному процессу, известному как «Процесс двадцати одного» (26 мая — 5 июня 1887 г.). И. И. Гейер и П. А. Елько сотрудничали со следствием и дали признательные показания на суде. Первоначально они были вместе с другими обвиняемыми приговорены к смертной казни, но и тому и другому снизили срок до 4 года каторги.
С 1891 года работал в Ташкенте секретарём Сыр-Дарьинского областного статистического комитета. Редактор 13-томного издания «Сборник материалов для статистики Сыр-Дарьинской области» (Ташкент, 1891—1907). Публиковал статьи в газетах «Туркестанские ведомости», «Окраина» и в журнале «Северный вестник». В книге «Туркестан» привёл важные сведения по истории, этнографии, духовной культуре казахов Сырдарьинской области. Занимался сбором преданий мусульманских народов Туркестанского края, которые вошли в первый том «Сборника материалов для статистики Сыр-Дарьинской области» под названием «Материалы к изучению бытовых черт мусульманского населения Туркестанского края».